# Сальвадорцы

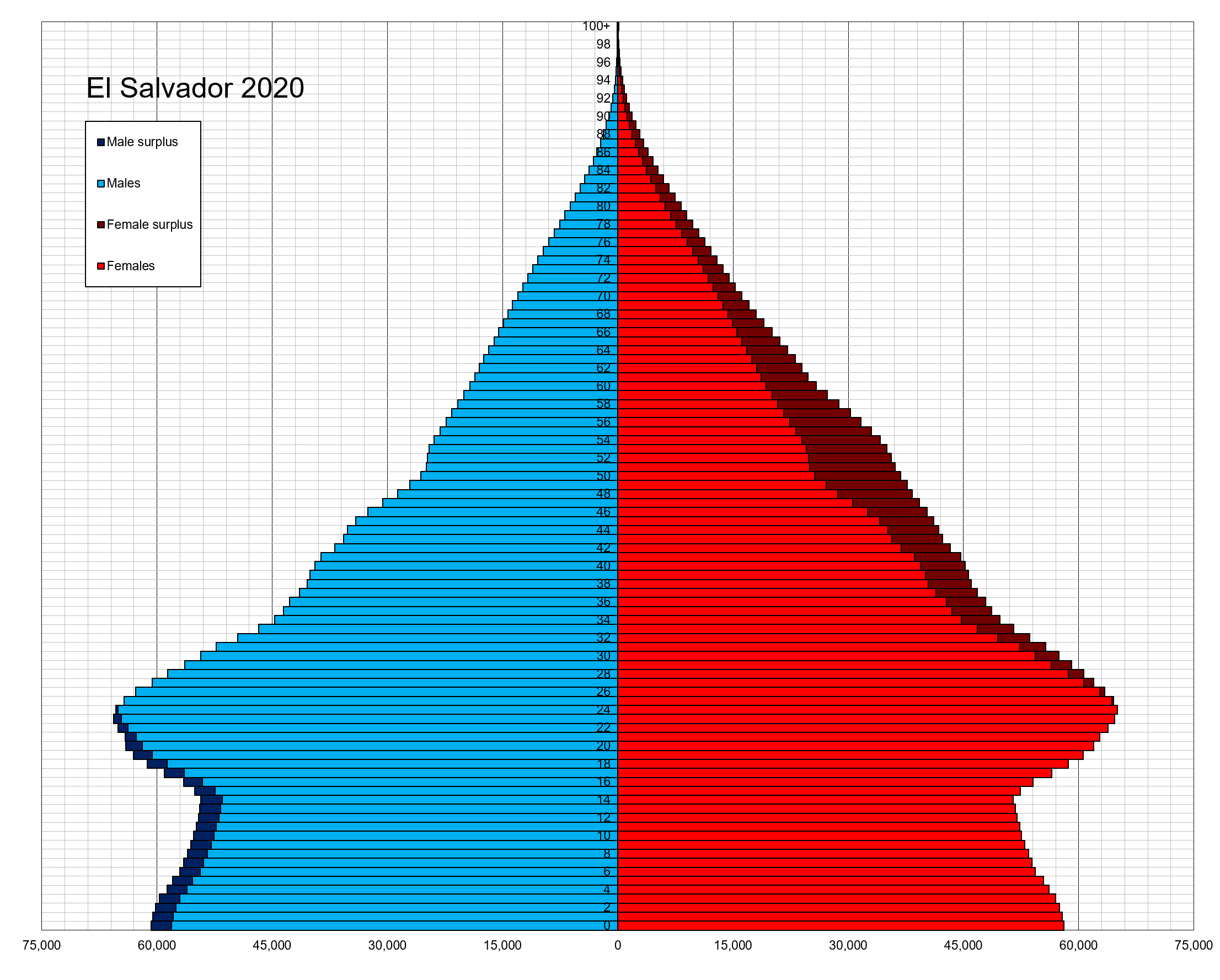
Возрастно-половая пирамида населения Сальвадора на 2020 год

Сальвадорцы — население Сальвадора (в широком смысле). В узком смысле — испаноязычный народ, составляющий в настоящее время примерно 96 % населения Сальвадора.

## Национальный состав
Подавляющую часть населения страны составляют испаноязычные сальвадорцы, в расовом отношении в основном состоящие из метисов — потомков испанских переселенцев, смешавшихся с местными индейцами, и в значительно меньшей степени — с неграми, привозимыми на работу на плантации из Вест-Индии. Раньше в Сальвадоре существовало более десятка различных обозначений, указывавших на процент негритянской, индейской и европейской крови — ладино, кастисо, эспаньоло, мориско, альбино, мулато и так далее. Сегодня же сохранились лишь 2 термина — ладино, обозначающий метисов вообще, и мулаты — потомки негров и белых, а также негров и индейцев. В состав испаноязычных сальвадорцев входят также и креолы — потомки испанцев, не смешавшихся с индейцами. Их количество не превышает 8—12 % от населения страны. В стране имеются потомки арабов-христиан из Ливана и Сирии.
Кроме испаноязычных сальвадорцев, к коренному населению Сальвадора относятся и некоторые индейские народы. В первую очередь это пипили юто-астекской языковой семьи, а также индейцы ленка (изолированный язык, предположительно семьи макро-чибча и кекчи из майяской семьи.

## Расселение и динамика
К моменту появления европейцев на территории современного Сальвадора проживало примерно 130 тысяч индейцев. В основном это были индейцы пипили, которых по уровню развития своей культуры можно сравнить с создателями древних индейских цивилизаций ацтеками и майя. Испанцы пришли в Сальвадор под предводительством П. де Альмагро с территории Мексики, завоевав его в 1524—1528 годах. На протяжении всего колониального периода происходил процесс смешения испанского и индейского населения, продолжался он и после обретения Сальвадором независимости.
Динамика численности населения: 1,07 млн. (1901); 1,4 млн. (1920); 1,7 млн. (1932); 2,8 млн. (1962); 3,98 млн. (1974); 5,1 млн. (1988); 6,9 млн. (2009).
Средняя плотность населения в Сальвадоре — 318 человек на 1 км² (2008), одна из самых высоких в Латинской Америке. Городских жителей — 42 %. Наиболее плотно заселены западная и центральная части страны, на востоке население гораздо реже. Внутренние миграции выражены в основном в переселении из сельской местности в города. В связи с высокой плотностью населения и низкой обеспеченностью землёй многие сальвадорцы эмигрируют за рубеж. 
Больше всего сальвадорцев проживает в США — 1649 тыс. человек по переписи населения США 2010 года. Президент США Дональд Трамп после своей инаугурации 21 января 2025 года объявил о пересмотре принципов иммиграционной политики США и намерении начать депортацию иммигрантов. 27 января 2025 по запросу телеканала "Fox News" иммиграционная служба США официально подтвердила намерение депортировать из США 1 млн. 445 тыс. уже находящихся на территории США иностранцев и лиц без гражданства (в том числе, 203 822 граждан Сальвадора).
Испаноязычные сальвадорцы расселены по всей стране. Индейцы пипили, жившие в XVI—XVII веках также по всей территории Сальвадора, в наше время сохранили свой язык и культуру лишь в некоторых районах — в области, прилегающей к вулканам Исалько и Панчималько, а также вокруг города Наупсалько. Индейцы ленка проживают на востоке страны, а кекчи — на севере, вдоль границы с Гватемалой.

## Языки и религия
Государственным в Сальвадоре является испанский язык. Местный его диалект имеет много заимствований из индейских языков, а также сальвадорский жестовый язык. В стране также распространён английский. Индейцы Сальвадора утратили свои языки и в повседневной жизни говорят по-испански, хотя частично сохраняется язык пипиль.
Подавляющее большинство населения Сальвадора — католики. У части индейцев наряду с католичеством уживаются реликты их древних племенных культов.